# 김응남
김응남(金應南, 1546년 ~ 1598년 12월 21일(음력 11월 24일))은 조선 중기의 문신이다. 본관은 원주(原州). 자는 중숙(重叔), 호는 두암(斗巖). 임진왜란 때 의주로 피난하는 선조를 호종(扈從)하였고, 1594년 우의정, 1595년 좌의정에 올랐다. 시호는 충정(忠靖)이다.

## 생애
1568년(선조 1년) 과거에 급제한 이후, 예문관, 홍문관, 제주 목사, 좌부승지, 대사헌, 대사간, 부제학, 이조참판 등을 역임하였다. 임진왜란 직전인 1591년(선조 24년) 성절사(聖節使)로 임명되어 명나라 북경(北京)에 가서 일본이 쳐들어 올 준비를 하고 있다는 소식을 보고하고 조선은 일본의 앞잡이가 되지 않겠다고 변무하였다. 이 당시, 일본에게 점령된 조선이 일본의 앞잡이가 되어 명을 정벌하려 한다는 풍문이 일본으로부터 복건(福建)을 경유하여 북경으로 들어왔기 때문이다. 같은해 11월, 한양에 돌아와 보고한 이후, 한성부 판윤(지금으로 치면 서울시장 격)이 되었다. 1592년(선조 25년, 만력 20년) 임진왜란이 일어나자 병조판서, 부체찰사로서 평안도로 피란하는 왕을 따라나섰고, 이조판서가 되어 왕을 따라 환도한 뒤 우의정, 좌의정 등을 지냈다.
김응남은 남응운, 김상용과 함께 조선 중기를 대표하는 전서(篆書)의 대가였다. 특히 노수신, 이산해와 만들어 낸 조광조의 신도비명은 최고의 역작이라고 칭송받았다고 한다(참고로 이산해는 김응남의 처남이기도 하다).
김응남은 이순신과 원균과 관계에서 대체로 원균을 옹호하고 이순신을 깍아내렸다. 《조선왕조실록》 선조편에서도 그의 발언은 원균을 계속 두둔하는 것으로 일관하였다. 《선조실록》 1597년 3월 10일(음력 1월 23일)에는 이순신의 전공을 그의 부하인 정운이 독촉하여 마지못해 이순신이 출전하여 거둔 것이라고 하였고, 이어 3월 14일(음력 1월 27일)에는 “수군으로서는 원균만한 사람이 없습니다.”라고 하는 등 윤두수와 함께 이순신에 대한 경계심과 반감을 계속적으로 보였다.
1597년(정유년, 선조 30년, 만력 25년) 9월, 개성(開城)에서 경리(經理) 양호(楊鎬)를 만난 후 병을 얻었으나, 양호가 지시한 군량 담당 업무로 인하여 고병(告病, 병을 이유로 사직)하지 못하였다. 이후 업무로 영남(嶺南)으로 내려갔고, 같은해 10월 출발하였으나 풍기(豐基)에서 병세가 심해져 가마에서 업무를 수행하였다. 같은해 11월, 한양으로 돌아왔으며 사은사(謝恩使)에 임명되었으나 병이 중하여 사양하였고, 사은사는 정곤수(鄭崑壽)로 대체되었다. 1598년 음5월, 선조는 어의(御醫)허준(許浚)을 보내어 김응남을 간병하게 하였으나, 허준은 이미 늦었다고 하였고, 선조는 내의원 약재를 내주면서까지 간병할 것을 지시하였다. 그러나 같은해 음11월 24일, 김응남은 병을 이기지 못하고 사망하였다.
1604년(선조 37) 호성공신 2등으로 원성부원군에 추봉되었다.

## 가족 관계
- 증조부 : 김말손(金末孫)
  - 할아버지 : 김안우(金安祐)
    - 백부(伯父) : 김침(金琛)
    - 중부(仲父) : 김영(金瑛)
      - 사촌동생[2] : 김두남(金斗南, 호 巴江, 김영 아들)
        - 조카 : 김현룡(金見龍, 김두남 장남)
        - 조카 : 김준룡(金俊龍, 김두남 차남)
          - 조카손자 : 김경문(金敬文, 김준룡 장남)
          - 조카손자 : 김인문(金仁文, 김준룡 차남)

    - 아버지 : 김형(金珩)
    - 어머니 : 김덕유(金德裕)의 딸
      - 부인 : 한산 이씨(韓山李氏, ?-1642년 음6월 29일[3], 이지번(李之蕃)의 딸)
        - 아들 : 김명룡(金命龍, 1568-?)

      - 측실 : 해남 윤씨(海南尹氏, ?-?)[4]
        - 아들 : 김명시(金命時, 1592-?)

      - 동생 : 김기남(金起南)

- 장인 : 이지번(李之蕃)
  - 처남 : 이산해(李山海)

## 김응남을 연기한 배우

### TV 드라마
- 이도련 - 임진왜란 (1985년, MBC)
- 박규점 - 불멸의 이순신 (2004년, KBS)
- 홍일권 - 징비록 (2015년, KBS)

## 관련 문화재
- 김응남 호성공신교서 및 관련 고문서 - 보물 제1756호